# Veliki dodeciikozakron
| Veliki dodeciikozakron                   | Veliki dodeciikozakron                                 |
| ---------------------------------------- | ------------------------------------------------------ |
|                                          |                                                        |
| Vrsta                                    | zvezdni polieder                                       |
| Elementi                                 | F = 60, E = 120, V =32 ({\displaystyle \chi \,} = -28) |
| Grupa simetrije                          | Ih, [5,3], *532                                        |
| Sklici                                   | DU65                                                   |
| veliki dodeciikozaeder (dualni polieder) |                                                        |

Veliki dodeciikozakron je v geometriji dulni telo velikega dodeciikozidodekaedra (U50). Ima 60 sekajočih se stranskih ploskev v obliki metuljčka.

## Vir
- Wenninger, Magnus (1983), Dual Models, Cambridge University Press, ISBN 978-0-521-54325-5, MR730208